# Buenos Aires Film
Buenos Aires Film fue una empresa cinematográfica argentina propiedad del director Julio Irigoyen, que inició su actividad en 1913, cuando todavía no había aparecido el cine sonoro, y produjo incontables películas, la última de las cuales fue El fogón de los gauchos, estrenada en 1953. Se caracterizaba por producir filmes clase “C” de muy bajo presupuesto y poca calidad artística.

## Historia
Buenos Aires Film fue fundada en 1913 por Irigoyen para la edición del Noticiero Buenos Aires, en modesta competición con el de dos grandes productores, Max Glücksmann primero y después con el de Federico Valle, así como películas documentales y de propaganda.
Estimulado por el éxito tremendo que acababa de tener Amalia, producida por Max Glücksmann y estrenada el 12 de diciembre de 1914 en el Teatro Colón, se inició en el cine de ficción. Sus primeras películas fueron Espectros en las sierras (1915) y tres cortometrajes de 1916 sobre un mismo personaje: Carlitos y Tripín del Uruguay a la Argentina, Carlitos en Mar del Plata y Carlitos y la huelga de barrenderos, que a los 17 años interpretaba el futuro director de cine Carlos Torres Ríos. En 1924 la empresa anunciaba en un catálogo que trabajaban para ella, entre otros, los actores Totón Podestá, Rodolfo Vismara, Manolita Poli, Eva Franco, María Esther Podestá y Olinda Bozán.
En 1923 produjo tres filmes sobre libro de Leopoldo Torres Ríos, El guapo del arrabal y De nuestras pampas -en la que debutaba José Gola- y Galleguita (1923). De esta última hizo en 1940 su versión sonora con su propio libreto, protagonizada por Inés Murray, Perla Mary, Arturo Valdez y Álvaro Escobar y con fotografía de Roberto Irigoyen, hermano de Julio. Otros filmes fueron Sombras de Buenos Aires, con Olinda Bozán, Totón Podestá y María Esther Podestá, El último gaucho, con Ada Cornaro, y La aventura del pasaje Güemes, con Rodolfo Vismara.
En 1924 produjo La cieguita de la Avenida Alvear, inspirada en el film mudo de Charles Chaplin Luces de la ciudad, con la actuación de la gran actriz del teatro y cine nacionales Eva Franco, de gran popularidad, que provocó el llanto de las sensibles espectadoras de la época. De 1939 fue la versión sonora, que también triunfó en las salas cinematográficas del país y de Latinoamérica. Del mismo año es La hija del viejito guardafaro –la protagonista es en realidad la nieta del guardafaro, ultrajada por su padre y asesinada por su abuelo-, un “dramón de segunda categoría” pero de gran éxito comercial, basada en una popular obra de radioteatro, protagonizada por Laura Nelson y Enrique del Cerro.
En 1925 estrenó la película Padre nuestro, que interpretó el actor argentino Jaime Devesa. Este había filmado en 1922 en España la película Militona, la tragedia de un torero en 1922 e interesó a Irigoyen para que a las escenas de España con Semana Santa de Sevilla, una corrida de toros, paisajes de Madrid y Barcelona, le acoplara escenas filmadas en cabarets argentinos y el bosque de Palermo y la “estrenara” con nuevo título.
En 1925 realizó el que según el crítico Alfredo Julio Grassi “fue el más grande triunfo de Julio Irigoyen”, la versión en cine mudo del sainete Tu cuna fue un conventillo, de Alberto Vacarezza, que contó en el reparto con María Esther Podestá –gran actriz teatral- y Ada Falcón –cancionista en la cumbre de la fama-.
Con la llegada del cine sonoro, la productora sigue usando los mismos métodos y de sus películas de bajo presupuesto y calidad algunas no se estrenan y otras se estrenan en el interior del país o en países hispanoamericanos. Alguno de sus films de esta época son Plegaria gaucha y La hija del viejito guardafaro. De 1940 es Su nombre es mujer, con la actuación de Herminia Franco. Fueron 35 obras desde 1934 hasta 1953.
En 1948 la venta de seis películas a José Vázquez Vigo con destino a España provocó la reacción de El Heraldo del Cinematografista, que la consideró perjudicial para el cine argentino, a lo que contestó Irigoyen que en la operación no había existido ningún engaño, ya que el comprador conocía perfectamente que se trataba de películas de clase “C”.

## Sistema de producción
La dirección y montaje de las películas estaban a cargo de Julio Irigoyen –en general, sobre su propio guion- y la fotografía era responsabilidad de su hermano Roberto quien, al llegar el sonido, se ocupó también de este rubro. Mayoritariamente eran historias con los personajes característicos de la ciudad: guapos, prostitutas, cantores de tango, jugadores en oscuros cafetines, hipódromos y salones aristocráticos. En su desarrollo utilizaba los recursos habituales en el cine de la época, incluido el flash back, sobre todo en los filmes policiales, para mantener el suspenso.
Que los filmes no fueran del agrado de la crítica ni de los demás productores no amilanó a Irigoyen, que persistió en su particular sistema de producción rápido, barato y rentable. Sus productos no tenían competencia dentro del segmento en el que operaba, sus películas amortizaban rápidamente los costos y dejaban ganancias porque costaban 30 veces menos que las otras, y si bien no se exhibían en salas céntricas, sí lo hacían en los suburbios, tanto en Buenos Aires como en las provincias del interior de Argentina y también en otros países de América Latina. Eran películas de gauchos o típicamente porteñas, con tango o con canciones de tierra adentro.
La reducción en los costos empezaba por el salario de los actores, rubro en el cual no sólo bajaba todo lo posible sino que además aceptaba cualquier colaboración oficiosa y generalmente gratuita –o poco menos-, desde la casquivana que usaba el cine como vidriera para sus encantos hasta el muchacho con inquietudes artísticas que buscaba una oportunidad de acceso y ejercitación. Para sus películas, que tenían una duración media de 60 minutos, Irigoyen usaba un máximo de 3.000 metros de negativo cuando otras llegaban a 20.000. Filmaba primero con una cámara en conjunto y luego, sin apagar las luces, con una cámara en mano registraba los primeros planos; si un actor se equivocaba no repetía la escena sino que cambiaba de sitio la cámara y seguía filmando desde el instante en que se equivocó.
Es imposible saber cuántas películas realizó; en primer lugar porque una parte no se estrenó en Buenos Aires y en segundo término porque Irigoyen no conservaba los negativos ya que, inclusive, la copia campeón (copia sin sonido con la que trabaja el montajista) la vendía y el negativo podía desarmarlo para utilizar alguna secuencia –principalmente los números musicales- en otro filme. Las películas estaban construidas para ser efímeras, vehículos renovables de un mismo argumento. En relación con el contenido de los filmes –incluso de los estrenados en Buenos Aires- también se dificulta un juicio dado el escaso interés que despertaba en la prensa especializada.
En un reportaje sin firma titulado “Películas en ocho días” que cita el crítico Héctor Kohen, se dice de Julio Irigoyen:

”En el fondo es un conservador y un clásico. Conservador porque trabaja con el mismo sistema y la misma destreza manual de la era mágica de los primeros trucos de comienzos del cine, y un clásico porque es tan respetuoso, sin saberlo casi, de las tres unidades clásicas: unidad de tiempo (para él ocho días), unidad de acción (el argumento perpetuo), unidad de lugar (el decorado transformable en el mismo sitio)”.

## Nombre de la productora
Algunas películas de Irigoyen aparecen con otro nombre de productora: Distribuidora Argentina de Films en dos casos, y Filmadora del Plata en otros dos.

## Filmografía
Cine sonoro
- El fogón de los gauchos (1953)
- Su íntimo secreto (1948)
- El alma de un tango (1945)
- La canción de Buenos Aires (1945)
- Un muchacho de Buenos Aires (1944)
- Cantando se van mis penas (1943)
- Gran pensión La Alegría (1942)
- Academia "El Tango Argentino" (1942)
- La mujer del zapatero (1941)
- El cantar de mis penas (1941)
- Un pobre rico (1941)
- Galleguita (1940)
- El cantor de Buenos Aires (1940)
- Su nombre es mujer (1940)
- Canto de amor (1940)
- Sombras de Buenos Aires (1939)
- La cieguita de la avenida Alvear (1939)
- La hija del viejito guardafaro (1939)
- La modelo de la calle Florida (1939)
- Plegaria gaucha (1938)
- Sierra Chica (1938)
- La canción de la ribera (1936)
- Mi Buenos Aires querido (1936)
- El fogón de los gauchos (1935)
- Los misterios de Buenos Aires (1935)

Cine sin sonido
- Alma en pena (1928)
- Tu cuna fue un conventillo (1925)
- Padre nuestro (1925)
- Los misterios del turf argentino (1924)
- La cieguita de la Avenida Alvear (1924)
- El último gaucho (1924?)
- La aventura del pasaje Güemes (1924?)
- El guapo del arrabal (1923)
- De nuestras pampas (1923)